# USS LST-633
O USS LST-633 foi um navio de guerra norte-americano da classe LST que operou durante a Segunda Guerra Mundial.